# Anjel Lertxundi

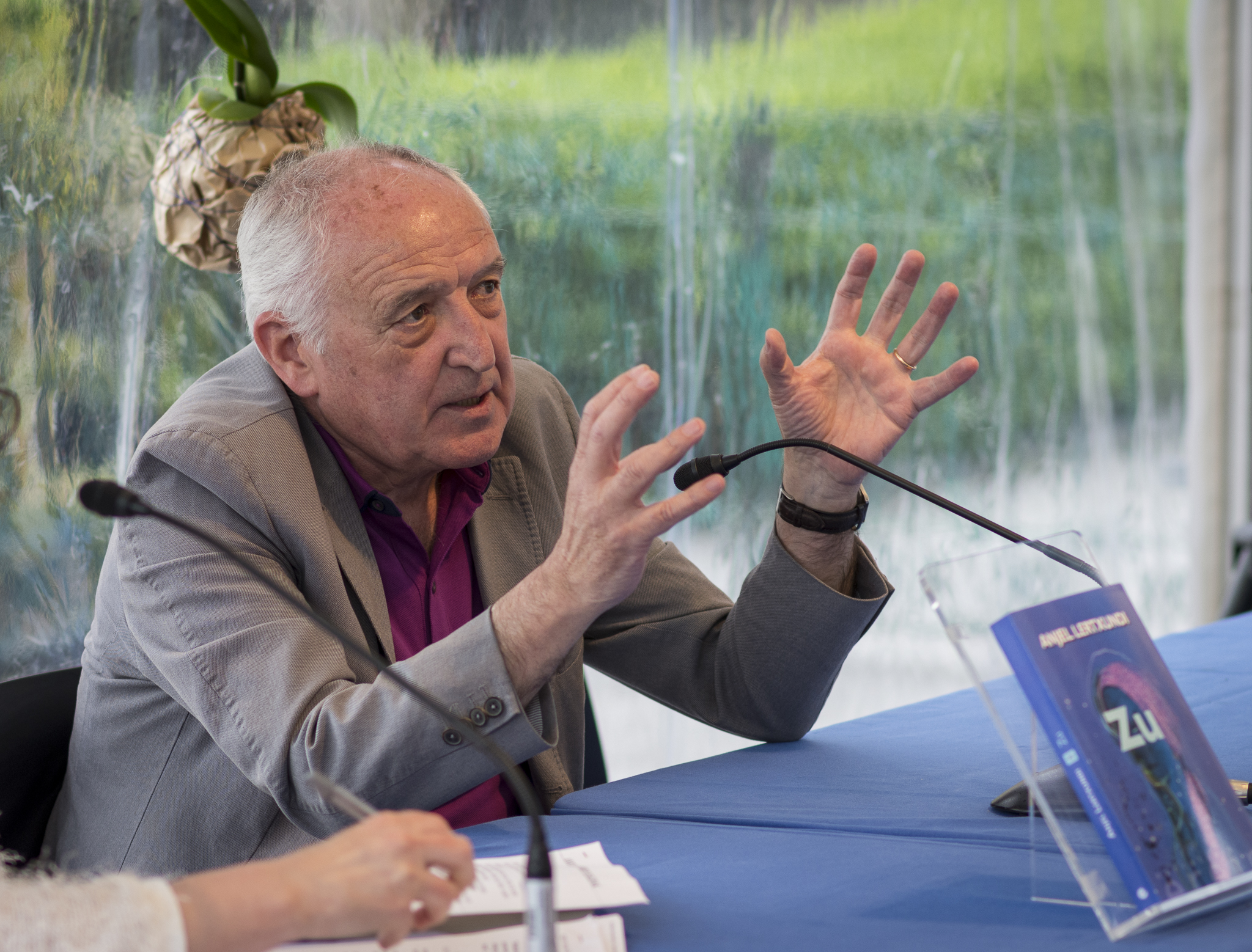
Anjel Lertxundi, à la présentation de Zu à Literaktum en 2016.

Anjel Lertxundi Esnal,  (Orio, Guipuscoa, 5 mars 1948) est un écrivain basque.
Il a fait des études en philosophie et lettres à Saint-Sébastien, Rome et Valence. Il a été enseignant à l'Ikastola Salbatore Mitxelena de Zarautz, et son directeur pendant quatre ans. Il habite à Zarautz. Il a publié des livres avec plusieurs surnoms: celui d'andu - du nom de la fermee de son père - et celui de Iñaki Aldai. Amateur de jeux de mots il cheche sana arrêt à révolutioner et enrichir le vocabulaire dans ses écrits. Lertxundi est considéré comme un des plus grands écrivains en langue basque. 
Écrivain très productif, il s'est adressé à presque tous les domaines de la littérature. Il a également touché au monde du cinéma en réalisant deux films: 1985, Hamaseigarrenean, aidanez (basé sur son livre du même nom) et en 1987 Kareletik. Il collabore avec plusieurs médias, dont le journal Berria. 
Il a remporté le prix national de littérature d'Espagne en 2010, dans le domaine de l'essai, avec le tlivre Eskarmentuaren paperak.

## Travaux
La base de données de la communauté scientifique basque Inguma a 69 apports de Andu Lertxundi.

### Littérature pour les enfants et les jeunes
- Portzelanazko irudiak (1981, Erein)
- Tristeak kontsolatzeko makina (1981, Erein)
- Gizon kabalen piurak (1982, Erein)
- Eskiatzaile herrenaren kasua (1988, Erein)
- Estalaktita rockeroaren kasua (1988, Erein)
- Kaxkajo bahituaren kasua (1988, Erein)
- Paris de la France-ko pateen kasua (1988, Erein)
- Alarguntsa sikodelikoaren kasua (1989, Erein)
- Sardina ezpain gorriaren kasua (1989, Erein)
- Peru eta Marixe, mila eta bat komerixe (1993, Erein)
- Tresak eta kordelak (1993, Zarauzko Udala)
- Lehorreko koadernoa (1998, Alberdania)
- Nire kuleroak (1999, Elkar)
- Muxubero, mon amour (2000, Elkar))
- Aizak eta aizan elkarrekin dantzan (2002, Elkar)
- Dindirri (2003, SM)
- Brummm! (2003, Elkar)
- Nik erremerre hitz egiten dut(2006, Elkar)
- Graak!(2006, Elkar)
- Ezkutuko maitea (2008, Elkar)
- Maria Goikoak batbihirulau! (2011, Erein)

### Narrations
- Entre la soirée Hunik (1970, Terre)
- Facilement vous donner un coup de main (1980, le Semis)
- Cette année est l'année (1984, le Semis)
- Moi pour aplatir la terre (1990, Sow)
- Le Nom de la bête (1995, Alberdania)

### Roman
- Ajea du Urturik (1971, Gero Mensajero)
- Goiko kale (1973, Gero Mensajero)
- Hamaseigarrenean, aidanez (1983, Erein)
- Tobacco days (1987, Erein)
- Carla (1989, Erein)
- Kapitain Frakasa (1991, Erein)
- Otto Pette (Hilean bizian bezala) 1994, Alberdania)
- Azkenaz beste (1996, Alberdania)
- Argizariaren egunak (1998, Alberdania)
- Zorion perfektua (2002, Alberdania)
- Konpainia noblean (2004, Alberdania)
- Ihes betea (2006, Alberdania)
- Zoaz infernura, laztana (2008, Alberdania)
- Etxeko hautsa (2011, Alberdania)
- Ihes betea(2012, Alberdania)
- Zoaz infernura laztana (2012, Alberdania)
- Zu(2015, Erein)

### Essais
- Gaurko literatura (1968, Donostiako Apaizgaitegia)
- Pio Baroja (1972, Gero Mensajero)
- Xabier Lizardi, olerkari eta prosista (1974, Jakin)
- Haur literaturaz (1982, Erein)
- Letrak kalekantoitik (1996, Alberdania)
- Munduaren neurriak (1998, BBK eta Ikeder)
- Gogoa zubi (1999, Alberdania)
- Muga-mugako zirriborroak (Edo pipiñoen kanpaina baten lehendabiziko zirriborroak) (1999, KM)
- Mentura dugun artean (2001, Alberdania)
- Eskarmentuaren paperak (2010, Alberdania)

### Traductions
- L'Âne D'Or; Apuleio Lucius (1996, Ibaizabal)

### Voyages
- En Italie, à la vie professionnelle (2004, Alberdania / Berria)

### Biographies
- Martin Ugalde, leialtasun baten historia (1997, Andoaingo Udala)
- Eskarmentuaren papera (2009, Alberdania)
- Paper festa : minimalia (2012, Alberdania)